# Wilson Contreras
Wilson Enrique Contreras Trujillo (* 5. Oktober 1967 in Vallenar) ist ein ehemaliger chilenischer Fußballspieler und -trainer. Der defensive Mittelfeldspieler absolvierte vier Spiele für die chilenische Nationalelf und wurde auf Vereinsebene 1998 mit dem CSD Colo-Colo chilenischer Meister.

## Karriere

### Verein
Wilson Contreras begann seine Profikarriere 1990 bei Regional Atacama in der Segunda División. Ab 1995 spielte der defensive Mittelfeldspieler mit Spitznamen Galgo beim CD Huachipato. 1998 wechselte er dann zu Rekordmeister CSD Colo-Colo, mit dem er Meister 1998 wurde. Nach zwei Jahren im Trikot der Albos schloss sich Contreras Coquimbo Unido an. Seine beiden letzten Karrierejahre verbrachte der Defensivakteur bei Deportes La Serena in der zweiten Liga.
Nach seiner aktiven Karriere war Contreras als Trainer in seiner Heimatstadt bei Deportes Vallenar 2014 tätig und ist seit Januar 2023 wieder Trainer beim Klub aus der Tercera B.

### Nationalmannschaft
Wilson Contreras debütierte im September 1994 für die Nationalelf unter Trainer Mirko Jozić beim Freundschaftsspiel gegen Bolivien. Der Mittelfeldspieler kam in zwei Qualifikationsspielen zur Weltmeisterschaft 1998 jeweils gegen Argentinien zum Einsatz. Für das Turnier in Frankreich qualifizierte sich die La Roja, jedoch wurde Contreras nicht für die Weltmeisterschaft nominiert. Sein viertes und letztes Länderspiel bestritt der Defensivakteur beim 4:1-Erfolg im Freundschaftsspiel gegen Guatemala, als er in der 63. Spielminute für Luis Musrri eingewechselt wurde.

## Erfolge
Colo-Colo
- Primera División: 1998